# Janne Hauhtonen
Janne Hauhtonen, född 5 juli 1979 i Björneborg, Finland, är en ishockeyspelare (forward) som senast spelade för finska TPS Åbo, som han lämnade efter säsongen 2011/12. Hauhtonen är 191 cm lång och väger 97 kg.

## Tidigare lag
- TPS Åbo
- JyP HT Jyväskylä
- HIFK Helsingfors
- Columbus Blue Jackets
- Syracuse Crunch
- Brynäs IF